# Alex Tóth
Dans le nom hongrois Tóth Alex, le nom de famille précède le prénom, mais cet article utilise l’ordre habituel en français Alex Tóth, où le prénom précède le nom.
Pour les articles homonymes, voir Tóth.
Alex Tóth, né le 23 octobre 2005 à Budapest, est un footballeur hongrois qui joue au poste de milieu défensif au Ferencváros TC.

## Biographie

### Carrière en club
Né à Budapest en Hongrie, Alex Tóth est formé par le Ferencváros TC, où il commence sa carrière professionnelle en championnat de Hongrie. Il joue son premier match avec l'équipe première du club le 20 mai 2023.
Après avoir rejoué avec le Ferencváros en première partie de saison, Tóth est prêté au Soroksár SC en deuxième division lors du reste de la saison 2023-2024,.
Tóth est ainsi sacré champion de Hongrie lors de la saison 2022-2023 puis 2023-2024, un record de six titres consécutifs.

### Carrière en sélection
Alex Tóth est notamment international avec l'équipe de Hongrie des moins de 18 ans à partir de 2022.

## Palmarès
Ferencváros TC
- Championnat de Hongrie (2)
  - Champion en 2022-23, 2023-24